# راه‌نوردی

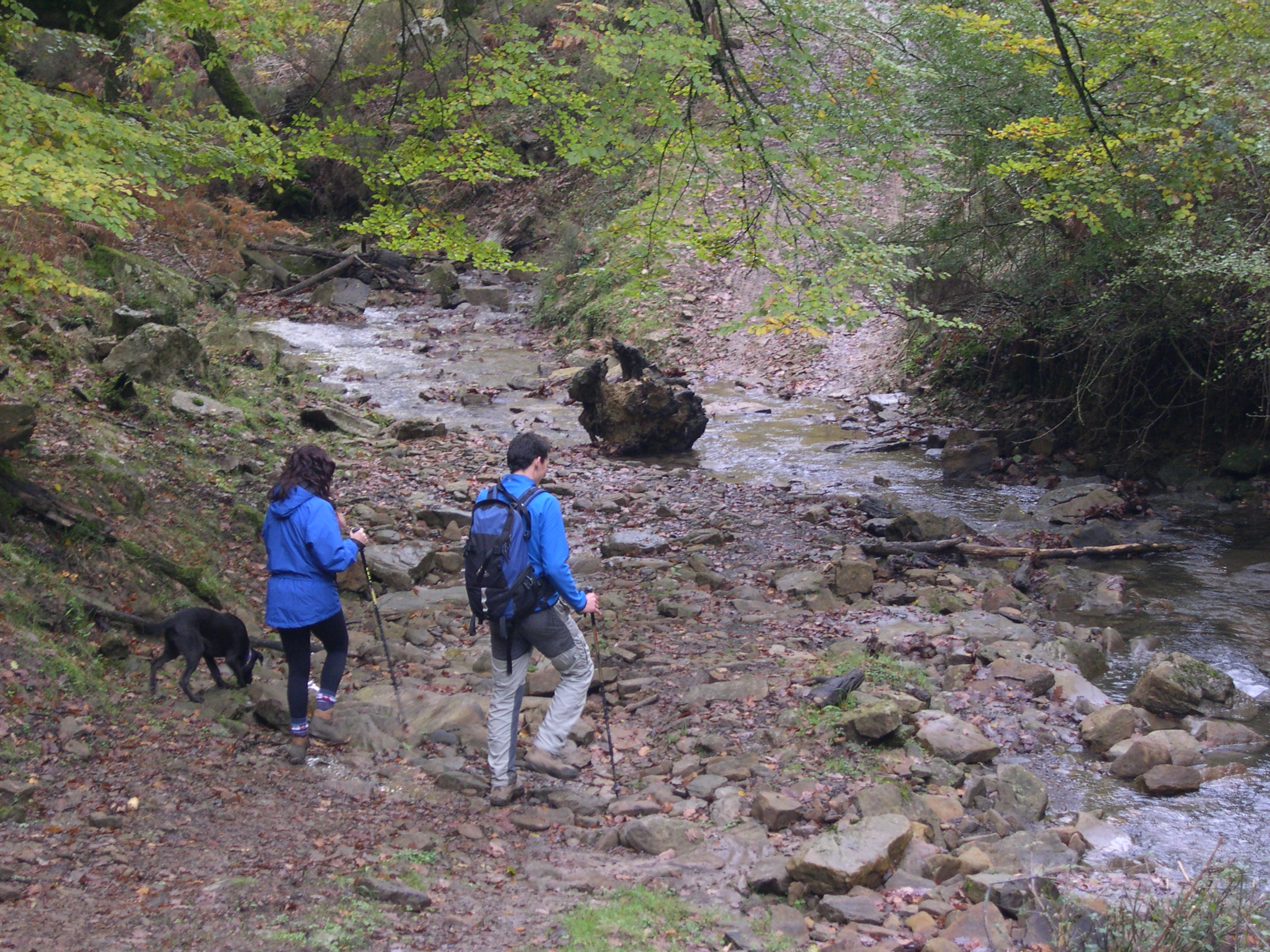
راه‌نوردی در گوربه‌آ، استان بیسکای در سرزمین باسک، اسپانیا.

راه‌نوردی نوعی پیاده‌رَوی در مسیر ناهموار و سخت و طولانی و به گردشگری که چنین مسیرهایی را بپیماید راه‌نورد گفته می‌شود. راه‌نوردی معمولاً در مسیرهایی انجام می‌شود که وسایط نقلیه در آن‌ها حرکت نمی‌کنند.
راه‌نوردی با پیاده‌گَردی که نوعی پیاده‌رَوی به قصد گردش و لذت بردن از مناظر در مسیرهای روستایی یا مناطق کوهستانی است تفاوت دارد.
راه‌نوردها معمولاً کوله‌پشتی و توشه همراه خود می‌برند و مسیرهایی که قصد پیمودنش را دارند را از پیش بررسی و تعیین می‌کنند. راه‌نوردی گردشگران به‌ویژه در مسیرهایی در هیمالیا رواج دارد. در ایران از مسیرهای معروف راه‌نوردی می‌توان به دامنه‌های البرز در درکه و توچال اشاره کرد.